# Patrick Lemasle
Pour les articles homonymes, voir Lemasle.
Patrick Lemasle, né le 18 mai 1952 à Saint-Hilaire-du-Harcouët (Manche), est un homme politique français.

## Biographie
Paysan de profession, Patrick Lemasle a participé au rapprochement entre le syndicat des Travailleurs Paysans et la FNSP au milieu des années 1980. Il a été membre du premier bureau de la Confédération paysanne en 1987 au côté de José Bové. Il devient membre du Conseil économique et social, au palais d'Iéna, de 1989 à 1994 où il siège à la section de l'Agriculture et de l'Alimentation. Il y retrouve Christian Jacob, alors président du CNJA, mais également Edgard Pisani, ancien ministre de plusieurs gouvernements entre 1961 et 1967 et nommé au conseil économique et social en 1992.
Rapidement, il se détourne du syndicalisme agricole. Élu maire de Montesquieu-Volvestre en 1990, il est élu conseiller général en janvier 1991 du canton de Montesquieu-Volvestre (Haute Garonne) et le restera jusqu'en mars 2015. Il devient député le 3 juillet 1997, remplaçant Lionel Jospin nommé Premier ministre, dont il est le suppléant. Il est élu député le 16 juin 2002, pour la XIIe législature (2002-2007), dans la septième circonscription de la Haute-Garonne. Il fait partie du groupe socialiste.
Il est réélu en 2007, avec comme suppléante Cécile Ha Minh Tu, conseillère générale du canton d'Auterive. Le 17 juin 2012, il est réélu député de la 7e circonscription de la Haute-Garonne, avec 63,62 % des suffrages. Il a annoncé ne pas se représenter aux élections législatives de 2017 .

## Mandats
- 20/03/1989 - 30/11/1990 : Adjoint au Maire de Montesquieu-Volvestre (Haute-Garonne)
- 01/12/1990 - 18/06/1995 : Maire de Montesquieu-Volvestre (Haute-Garonne)
- 13/01/1991 - 27/03/1994 : Membre du Conseil général de la Haute-Garonne
- 28/03/1994 - 18/03/2001 : Membre du Conseil général de la Haute-Garonne
- 28/03/1994 - 26/03/1998 : Vice-Président du Conseil général de la Haute-Garonne
- 19/06/1995 - 18/03/2001 : Maire de Montesquieu-Volvestre (Haute-Garonne)
- 03/07/1997 - 18/06/2002 : Député de la 7e circonscription de la Haute-Garonne
- 19/03/2001 - 11/03/2002 : Maire de Montesquieu-Volvestre (Haute-Garonne)
- 2002 - 2008 : Adjoint au maire de Montesquieu-Volvestre (Haute-Garonne)
- 2008 - 2014 - Membre du conseil municipal de Montesquieu-Volvestre (Haute-Garonne)

## Mandat en cours
- Conseiller communautaire de la communauté de communes du Volvestre[3]
- Maire de Montesquieu-Volvestre (Haute-Garonne)